# Yolanda Ciani
Yolanda Ciani (Chihuahua, 25 de enero de 1938-Ciudad de México, 3 de septiembre de 2023), fue una actriz mexicana, recordada por sus papeles en películas como Escuela de verano (1959), El extra (1962), Los bárbaros del norte (1962), El tesoro del rey Salomón (1963), Las chivas rayadas (1964) y Los fenómenos del fútbol (1964).

## Biografía y carrera
En 1958, participó en el concurso Señorita México y fue segundo lugar. Posteriormente, inició su carrera como actriz en 1959, debutando con un pequeño papel en la película Lágrimas de amor. Sus apariciones más notables en el cine fueron en las películas San Simón de los Magüeyes (1972) y La trenza (1975). En telenovelas, participó en Victoria, Así son ellas y Valentina.

### Muerte
El 3 de septiembre de 2023, Ciani falleció en Ciudad de México a los 85 años de edad.

## Filmografía

### Películas
- Suerte en la vida (La Lotería III) (1994)
- Un ángel para los diablillos (1993) .... Inés Coronado
- El jinete de la divina providencia (1991)
- Hembras de tierra caliente (1991)
- Los tres gallos (1991)
- Central camionera (1988)
- El mexicano feo (1984)
- Escuela de placer (1984)
- Todo un hombre (1983) .... Señora Monteros, madre de Laura
- Cananea (1978)
- El mar (1977) ... Harriet
- El viaje (1977)
- La trenza (1975) .... Rosita
- Nosotros los feos (1973)
- San Simón de los Magüeyes (1973) ... María
- Carne de horca (1972) .... María Medina
- La recogida (1972)
- Todo el horizonte para morir (1971)
- Departamento de soltero (1971)
- La hermanita Dinamita (1970) .... Juanita López, madre de Monchito
- Matrimonio y sexo (1970)
- Sexo y crimen (1970) .... Susana
- El aviso inoportuno (1969) .... Cabaretera
- Lío de faldas (1969) .... Gabriela
- El hijo pródigo (1969) .... Carmelita
- El pícaro (1967) .... Victoria
- Napoleoncito (1964) .... Amiga de Ana
- Dos inocentes mujeriegos  (1964)
- Los fenómenos del fútbol (1964) .... Dorita
- Las chivas rayadas (1964) .... Dorita
- Dos alegres gavilanes (1963) .... Rosita
- Yo, el mujeriego (1963) .... Mercedes
- Los parranderos (1963)
- El tesoro del rey Salomón (1963) .... Gema
- Aquí está tu enamorado (1963) .... Carmen Martínez
- Cuando los hijos se pierden (1963) ..... Marta
- Santo en el hotel de la muerte (1963) .... Hija de Armando
- La sombra blanca (1963)
- La bandida (1963) .... Prostituta embarazada
- Una joven de 16 años (1963) .... Rosita, secretaria
- Las troyanas (1963) .... Coro 2
- Santo contra el rey del crimen (1962) .... Mercedes
- Lástima de ropa (1962) .... Rival de Clara
- El extra (1962) .... Lilia, actriz de escena vaquera
- Jóvenes y bellas (1962)
- Los bárbaros del norte (1962) .... Margarita Campos, maestra de Rosita
- Pa' qué me sirve la vida (1961)
- Ellas también son rebeldes (1961) .... Amiga de Raquelito
- Poker de reinas (1960) .... Empleada rubia de banco
- Yo, pecador (1959) .... Pueblerina de Mascota
- Escuela de verano (1959) .... Cómplice de Archibaldo
- Lágrimas de amor (1959)

### Telenovelas
- Corazón indomable (2013) .... Celia
- Dos hogares (2011-2012) .... Martha de Colmenares
- Mañana es para siempre (2008-2009) .... Doña Úrsula
- Alborada (2005-2006) .... Doña Engracia
- Barrera de amor (2005-2006) .... Doña Norma
- Corazones al límite (2004)
- Así son ellas (2002-2003) .... Marina Bolestáin
- El precio de tu amor (2000-2001) .... Isabel
- Ángela (1998-1999) .... Hortensia Solórzano Mateos Vda. de Bautista
- El premio mayor (1995-1996) .... Gladys
- Valentina (1993-1994) .... Lucrecia de Carmona
- La sonrisa del diablo (1992) .... Casandra Adler
- Un rostro en mi pasado (1989-1990) .... Rosario
- Victoria (1987-1988) .... Verónica Moguel Oliva
- El engaño (1986) .... Clara
- Abandonada (1985) .... Marcia
- La traición (1984-1985) .... Roberta
- En busca del paraíso (1982-1983) .... Rosaura
- Infamia (1981-1982) .... Elvira Jiménez
- Secreto de confesión (1980) .... Luisa
- Pecado de amor (1978-1979) .... Beatriz
- Yo no pedí vivir (1977) .... Lucía
- La cruz de Marisa Cruces (1970-1971) .... Beatriz
- Puente de amor (1969-1970)
- El diario de una señorita decente (1969) .... Beatriz
- Secreto para tres (1969)
- Cárcel de mujeres (1968)
- Los inconformes (1968-1969)
- Apasionada (1964) .... Martha

### Televisión
- La rosa de Guadalupe (2009) .... Aurora (episodio: «Los poetas malditos»)
- Mujer, casos de la vida real (2002-2004)